# Wolfgang Gower
Wolfgang Gower, regissör inom pornografisk film.
Gower regisserade under 1980-talet ett tiotal pornografiska filmer, bland annat Deep Inside Traci.